# Tro Bro Leon 2024
La Tro Bro Leon 2024 fou la 40a edició de la Tro Bro Leon. La cursa es disputà el 5 de maig de 2024 amb un recorregut de 203,6 km. La cursa formava part de l'UCI ProSeries 2024, en la categoria 1.Pro.
La cursa també formava part de la Copa de França de ciclisme. El vencedor final fou Arnaud De Lie (Lotto Dstny), que s'imposà a l'esprint a Clément Venturini (Arkéa-B&B Hotels) i Pierre Gautherat (Decathlon-AG2R La Mondiale), segon i tercer respectivament.

## Equips
L'organització convidà a 20 equips a prendre part en aquesta cursa.
| WorldTeams (6)- Arkéa-B&B Hotels - Cofidis - Groupama-FDJ - Decathlon-AG2R La Mondiale - Team dsm-firmenich PostNL - Intermarché-Wanty ProTeams (10)- Equipo Kern Pharma - Bingoal WB - TotalEnergies - Euskaltel-Euskadi - Burgos-BH - Caja Rural-Seguros RGA - Israel-Premier Tech - Lotto Dstny - Q36.5 Pro Cycling Team - Uno-X Mobility Equips continentals (4)- Nice Métropole Côte d'Azur - Van Rysel-Roubaix - CIC U Nantes Atlantique - Saint Michel-Mavic-Auber 93 |
| |

## Classificació final
| \| Classificació general \| Classificació general \| Classificació general \| Classificació general \| Classificació general \| \| Corredor \| Corredor \| Equip \| Temps \| \| \| --------------------- \| --------------------- \| --------------------------- \| --------------------- \| --------------------- \| \| 1r \| Arnaud De Lie \| Lotto Dstny \| 4h 55' 23" \| \| \| 2n \| Clément Venturini \| Arkéa-B&B Hotels \| + 0" \| \| \| 3r \| Pierre Gautherat \| Decathlon-AG2R La Mondiale \| + 0" \| \| \| 4t \| Riley Sheehan \| Israel-Premier Tech \| + 0" \| \| \| 5è \| Jonas Abrahamsen \| Uno-X Mobility \| + 0" \| \| \| 6è \| Morne van Niekerk \| Saint Michel-Mavic-Auber 93 \| + 0" \| \| \| 7è \| Luca Mozzato \| Arkéa-B&B Hotels \| + 0" \| \| \| 8è \| Thomas Gachignard \| TotalEnergies \| + 0" \| \| \| 9è \| Markus Hoelgaard \| Uno-X Mobility \| + 8" \| \| \| 10è \| Tom Van Asbroeck \| Israel-Premier Tech \| + 49" \| \| |                   |                             |            |
| |                   |                             |            |
| Font: ProCyclingStats |                   |                             |            |
| Classificació general |                   |                             |            |
| Corredor | Corredor          | Equip                       | Temps      |
| 1r | Arnaud De Lie     | Lotto Dstny                 | 4h 55' 23" |
| 2n | Clément Venturini | Arkéa-B&B Hotels            | + 0"       |
| 3r | Pierre Gautherat  | Decathlon-AG2R La Mondiale  | + 0"       |
| 4t | Riley Sheehan     | Israel-Premier Tech         | + 0"       |
| 5è | Jonas Abrahamsen  | Uno-X Mobility              | + 0"       |
| 6è | Morne van Niekerk | Saint Michel-Mavic-Auber 93 | + 0"       |
| 7è | Luca Mozzato      | Arkéa-B&B Hotels            | + 0"       |
| 8è | Thomas Gachignard | TotalEnergies               | + 0"       |
| 9è | Markus Hoelgaard  | Uno-X Mobility              | + 8"       |
| 10è | Tom Van Asbroeck  | Israel-Premier Tech         | + 49"      |